# Scooby-Doo (film)
Scooby-Doo je americký komediálně-mysteriózní film z roku 2002 režiséra Raji Gosnella, natočený na motivy stejnojmenných animovaných seriálů studia Hanna-Barbera. Scénář napsal James Gunn, v hlavních rolích se představili Freddie Prinze Jr., Sarah Michelle Gellar, Matthew Lillard, Linda Cardellini a Rowan Atkinson. Snímek pojednává o skupině čtyř mladých lidí, kteří společně s mluvícím psem Scoobym řeší záhadu ve známém tropickém letovisku. Jedná se o vůbec první hraný film v sérii Scooby-Doo, v roce 2004 byl natočen sequel Scooby-Doo 2: Nespoutané příšery.

## Příběh
Skupina Záhady s.r.o. (v originále Mystery, Inc.), kterou tvoří Fred, Daphne, Velma, Shaggy a mluvící pes Scooby-Doo a která se před dvěma lety rozpadla kvůli neshodám mezi členy, se znovu dá dohromady, aby vyřešila záhadu na Strašidelném ostrově (v originále Spooky Island), tropickém letovisku s hororovou tematikou, které vlastní Emile Mondavarious. Po příjezdu se parta setká s Mondavariousem, jenž tvrdí, že někdo na ostrově vymývá turistům mozky. Velma se zúčastní rituálního představení, které pořádá herec N'Goo Tuana a jeho poskok Zarkos, slavný luchador. N'Goo tvrdí, že ostrovu kdysi vládli pradávní démoni, kteří od chvíle, kdy je zahnal vznik letoviska, plánují pomstu.
V atrakci strašidelného domu se parta rozdělí a hledá stopy. Fred a Velma najdou školu, která vzdělává nelidská stvoření o lidské kultuře, a Daphne objeví artefakt ve tvaru pyramidy zvaný Démonův ritus (v originále Daemon Ritus). Démoni postupně unesou a posednou Freda, Velmu, Mondavariouse a další turisty, zatímco Daphne posednou poté, co ji zajme Zarkos a ukradne ji Démonův ritus. Shaggy najde v podzemní místnosti káď s protoplazmou obsahující duše posedlých a osvobodí duše svých přátel. Velma zjistí, že démony ničí sluneční světlo. Parta se pak setká s knězem vúdú, který jim vysvětlí, že démoni v čele s Mondavariousem budou vládnout světu dalších 10 tisíc let, pokud při svém rituálu obětují čistou duši. Shaggy si uvědomí, že tou čistou duší je Scooby, který nevědomky souhlasí, že se stane obětí. 
Skupina se pokusí démonickou sektu chytit v pasti, což se ale nepodaří a z jejich zajetí unikne jen Daphne. Mondavarious vytáhne pomocí Démonova ritu Scoobyho duši, ale Shaggy se dokáže osvobodit a odstrčit Mondavariouse stranou, čímž způsobí, že Scoobyho duše může uniknout. Fred a Velma zjistí, že Mondavarious je ve skutečnosti robot ovládaný Scoobyho odcizeným synovcem Scrappym-Doo, kterého parta před lety opustila, protože se jim nelíbila jeho povaha, neboť toužil po moci.
Scrappy se díky duším turistů promění v monstrum a pokusí se partu zabít. Daphne znovu napadne a zajme Zarkos, dívka ho ale porazí tím, že ho skopne do rituální komory, kde převrhne káď a osvobodí duše, které se tak mohou vrátit do svých těl. Daphne následně také zabije démony pomocí slunečního světla, které se v podzemí odráží díky zavěšené diskokouli ve tvaru lebky. Shaggy vytrhne Démonův ritus ze Scrappyho těla, čímž osvobodí duše, a najde skutečného Mondavariouse uvězněného v malé podzemní cele. Toho Scrappy zajal, aby se za něj mohl vydávat. Scrappy, N'Goo, Zarkos a jejich přisluhovači jsou zatčeni a sjednocená parta si slíbí, že bude společně pokračovat v řešení dalších záhad. 

## Obsazení
- Freddie Prinze Jr. (český dabing: Pavel Vondra) jako Fred Jones
- Sarah Michelle Gellar (český dabing: Jana Mařasová) jako Daphne Blakeová
- Matthew Lillard (český dabing: Antonín Navrátil) jako Shaggy Rogers
- Linda Cardellini (český dabing: Hana Krtičková) jako Velma Dinkleyová
- Rowan Atkinson (český dabing: Jiří Lábus) jako Emile Mondavarious
- Miguel A. Núñez Jr. (český dabing: Tomáš Juřička) jako mistr vúdú
- Isla Fisher (český dabing: Petra Hobzová) jako Mary Jane

Neil Fanning namluvil animovanou postavu Scoobyho-Doo, Scott Innes namluvil Scrapyho-Doo. V cameo rolích se ve filmu objevili Pamela Anderson a skupina Sugar Ray.

## Produkce

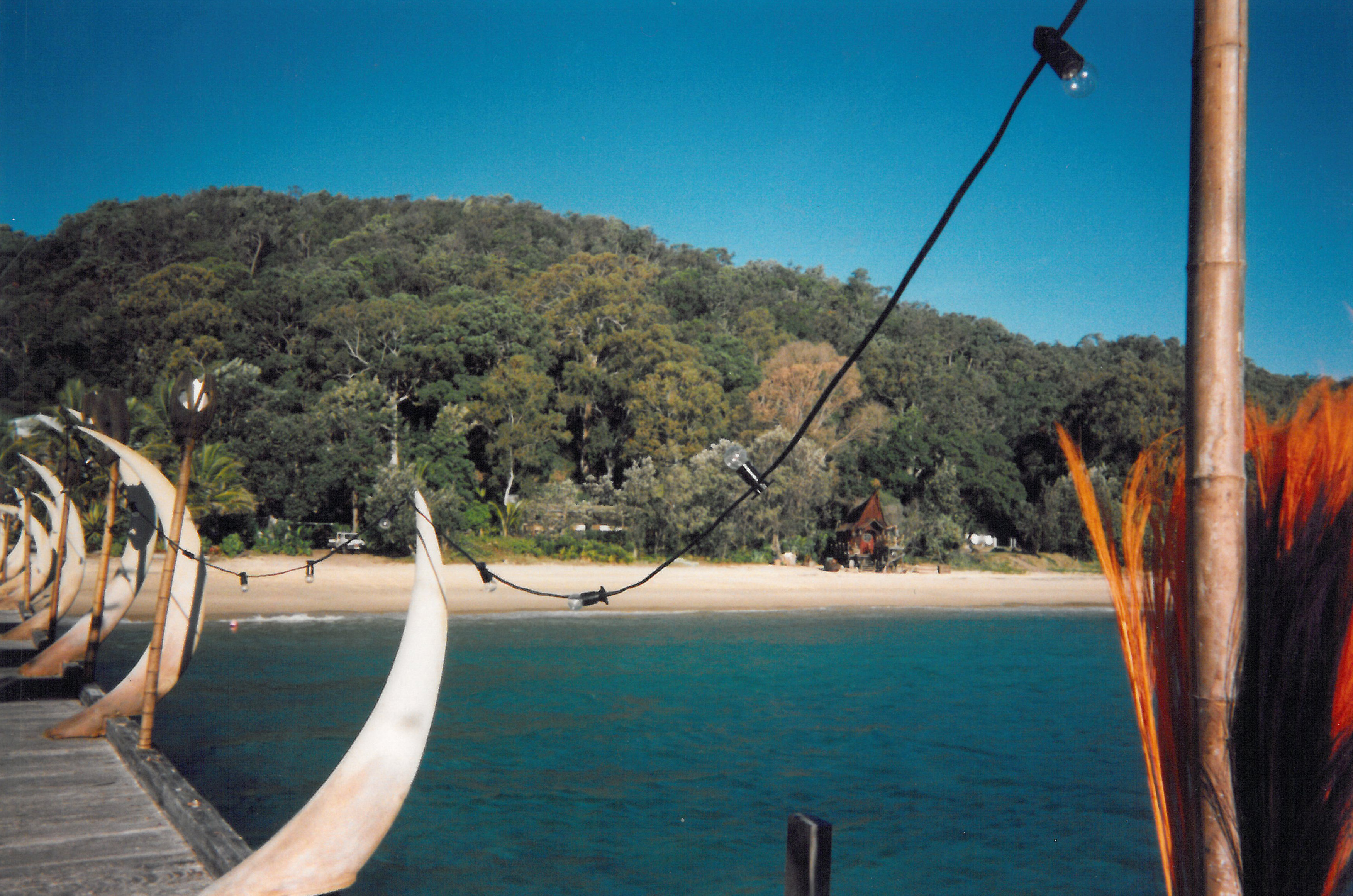
Dekorace Strašidelného ostrova v australském letovisku Tangalooma

Hraný film s postavami animovaných seriálů o Scoobym-Doo začal producent Charles Roven připravovat v roce 1994. Roku 1996 uvažovali producenti o Jimu Carreym v roli Shaggyho. Podle zprávy z července 1998 měli scénář napsat Mike Myers a Jay Kogan, přičemž Myers měl zájem i o roli Shaggyho. Další návrh scénáře vypracoval Craig Titley. Pro realizaci filmu byl nakonec využit scénář Jamese Gunna, který první draft dokončil v březnu 2000. V říjnu 2000 dostal film ze strany studia Warner Bros. oficiálně zelenou, režijní křeslo získal Raja Gosnell. Při příležitosti 15. výročí filmu uvedl v roce 2017 James Gunn, že snímek původně napsal pro odrostlejší děti a dospělé, nicméně Warner Bros. chtěli film přístupný rodinám a dětem. V roce 2020 Gunn dodal, že postava Velmy byla v jeho původním scénáři lesbou, což studio odmítlo.
Role Daphne byla v únoru 2000 nabídnuta Jennifer Love Hewitt. Pro roli Shaggyho byl v listopadu 2000 vybrán Matthew Lillard a postava Velmy byla nabídnuta Christině Ricci. V prosinci 2000 byla do role Velmy nakonec vybrána Linda Cardellini. Koncem roku 2000 byl do role Freda obsazen Freddie Prinze Jr. a postavu Daphne počátkem roku 2001 přijala jeho partnerka Sarah Michelle Gellar. V lednu 2001 bylo také oznámeno obsazení Rowana Atkinsona do role Mondavariouse.
Natáčení filmu s rozpočtem 84 milionů dolarů bylo zahájeno 12. února 2001 ve ateliérech Warner Roadshow Studios v Queenslandu v Austrálii. Pro exteriéry Strašidelného ostrova bylo využito letovisko Tangalooma na queenslandském ostrově Moreton Island, i další lokace se nacházely v okolí Brisbane (Bond University, Tamborine Mountain a Letiště Brisbane). K dokončení natáčení došlo 18. června 2001. Postavy mluvících psů Scoobyho-Doo a Scrapyho-Doo byly v postprodukci vytvořeny počítačovou animací, Scoobyho namluvil Neil Fanning. Hudbu k filmu složil David Newman. První sestřih filmu byl podle komentáře Jamese Gunna z roku 2017 klasifikován MPAA jako R, což nesouznělo s požadavkem studia na rodinný film. Proto mimo jiné došlo k postprodukčním počítačovým úpravám výstřihů hereček, aby nebyly tak vyzývavé.

### České znění
České znění filmu v překladu Tamary Vosecké vyrobilo AVF Studio Zero pro Warner Home Video v roce 2002 pod režijním vedením Jitky Tošilové.

## Vydání

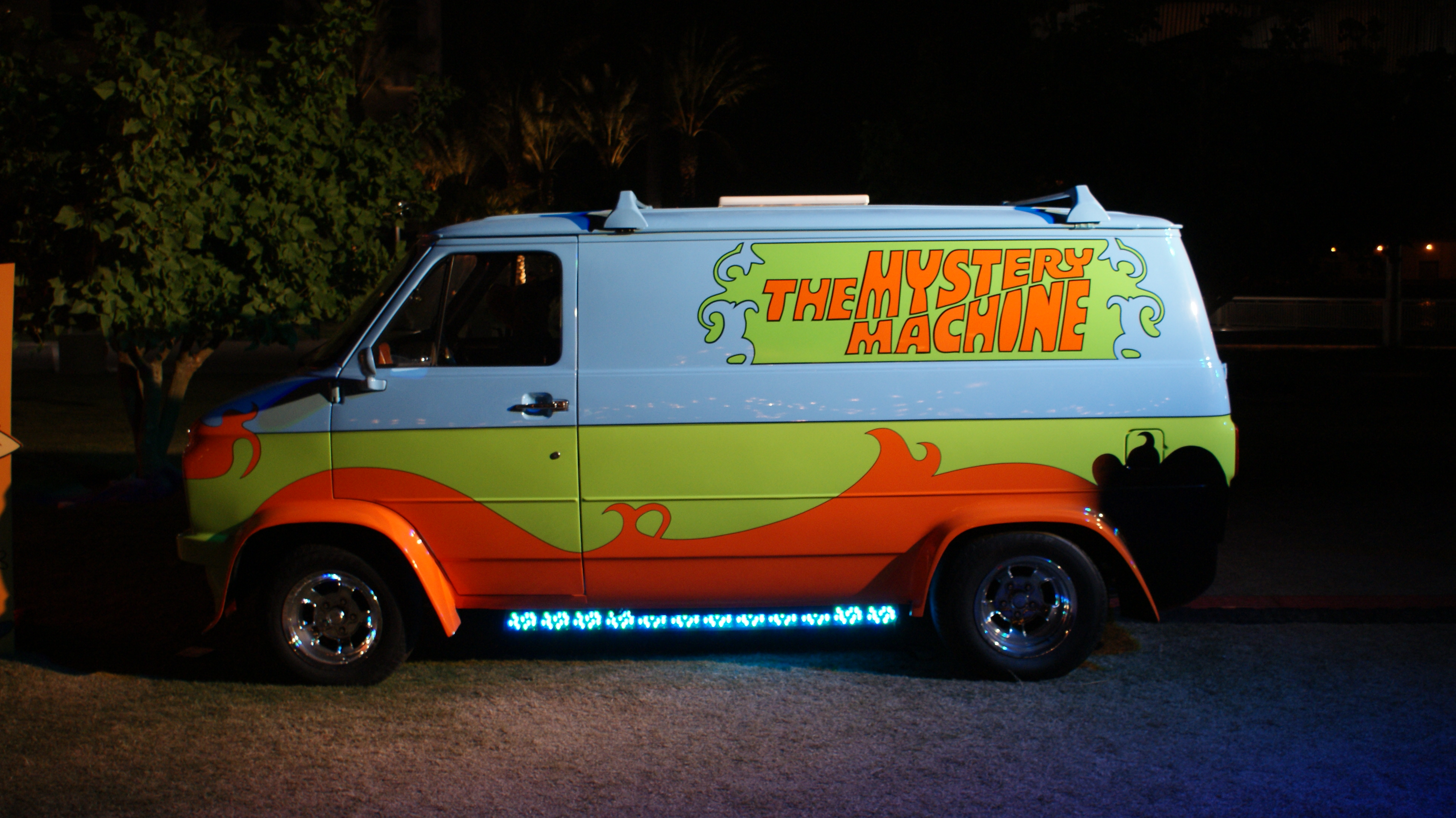
Replika dodávky společnosti Záhady s.r.o. z filmu

Slavnostní premiéra filmu Scooby-Doo se uskutečnila 8. června 2002 v Grauman's Chinese Theatre v Hollywoodu v Los Angeles. Do amerických kin byl snímek uveden 14. června 2002, od téhož dne byl postupně promítán i v dalších zemích. V Česku měl film premiéru 15. srpna 2002, jako poslední se jej dočkali diváci v Peru, kde byl do kin uveden 31. října 2002.
V říjnu 2002 vydala společnost Warner Home Video film na VHS a DVD. Na BD byl snímek vydán v lednu 2007. Lokalizovaná verze na DVD vyšla v Česku v lednu 2003.

## Přijetí

### Tržby
V Severní Americe, kde byl promítán v 3447 kinech, utržil snímek 153,3 milionu dolarů, v ostatních zemích dalších 122,4 milionu dolarů. Celosvětové tržby tak dosáhly 275,7 milionu dolarů. Během úvodního víkendu utržil v Severní Americe přes 54 milionů dolarů.
V České republice byl film uveden distribuční společností Warner Bros. Za první víkend snímek utržil 351 tisíc korun při návštěvnosti 3244 diváků, celkově 2,1 milionu korun při návštěvnosti 25 347 diváků.

### Filmová kritika
Server Rotten Tomatoes udělil snímku známku 4,5/10, a to na základě vyhodnocení 143 recenzí (z toho 43 jich bylo spokojených, tj. 30 %). V konsenzuální kritice chválí výkon Matthewa Lillarda v roli Shaggyho, ovšem jinak film označuje za „okoukaný“ a s „chabými vtipy“. Od serveru Metacritic získal film, podle 31 recenzí, celkem 35 ze 100 bodů.

### Ocenění
Sarah Michelle Gellar získala za svůj výkon ocenění Teen Choice Award v kategorii Filmová herečka: Komedie. Freddie Prinze Jr. byl nominován na Zlatou malinu v kategorii Nejhorší herec ve vedlejší roli a celý snímek rovněž ve speciální kategorii Nejvíce nafouknutý teenagerský film.

## Související díla
Díky komerčnímu úspěchu filmu vznikl sequel s názvem Scooby-Doo 2: Nespoutané příšery, který měl premiéru v roce 2004. V následujících letech byly natočeny s jinými tvůrci i herci další hrané filmy ze série Scooby-Doo.